# 人間関係
人間関係（、英: interpersonal relationship）は、人間と人間の関係のこと。文脈によっては対人関係とも言う。

## 概説
人間関係とは人と人の関係のことであり、たとえば「ひとりの人 対 ひとりの人」のような個人的な場、あるいはグループ内や集団内、組織の場、さらに言うなら広くは社会における、感情的な面も含めた人と人の関係のことである。
ひとりの人は誕生したときに すでに両親との人間関係を持ち、さらにその後に兄弟（姉妹）・親戚・知人・友人・恋人・配偶者などとの関係を通じて様々な人間関係を営んでゆく。ひとりの人の人生は、人間関係の歴史そのものである。その中には良好な関係もあれば険悪な関係もある。また、人間関係は長期間にわたり継続されることもあるが、せっかく築き上げた関係が短期間で崩壊してしまうこともある。 
人間関係というものは しばしば悩みごとの筆頭に挙げられるものであり、人間関係という問題の歴史の長さは人類の歴史の長さと同じほどだと考えられている。大昔の人、例えば古代ギリシャ人による人間関係の描写の中には、現代人が読んでも、まるで今日の人間関係のことのように思えるようなものが多々ある。それはつまり、人間関係の問題というのがある意味で進歩が無い、いわば「永遠の問題」だということを示している。（#問題としての人間関係。変化しない面と変化した面の節で解説）
ただし人間関係は、時代とともに変化している面もあり、近・現代の社会構造の変化を社会学者のテニエスなどが指摘している。かつての農業社会での地縁・血縁による関係から、地縁・血縁によらない関係へと移行してきているのである。それは肯定的にとらえられることもあるが、問題として戸惑いとともに受け止められていることもある。（#問題としての人間関係。変化しない面と変化した面の節で解説）
人間には共感する能力があり、共感がつみかさねられてゆけばゆくほど人間関係は深くなってゆく。人間関係はコミュニケーションの累積であり、互いに記号、すなわち非言語的記号や言語的記号（言葉）を交換することで成立している。（#コミュニケーションと人間関係の節で解説）
人間関係が歪むとさまざまな症状が現れることがある。家庭内で夫婦関係や親子関係が歪むと離婚や家庭内暴力となって現れることがある。学校においてさまざまな要因により人間関係が歪むと、校内暴力・いじめ・登校拒否などとなって現れることがある。（#人間関係の病理の節で解説）
2021年、ハーバード大学医学校の研究者 Kelly Bilodeauは、ポジティブな人間関係は人の健康を増進することができるが、逆に問題のある人間関係は健康に害を及ぼすことがあり、慢性的な感情的ストレスは多くの健康問題のリスクを高める、と指摘した。ストレスの多い対人関係は心臓病などの健康上の問題につながる、という。また、人間関係は精神的な健康や脳にも影響し、良質な人間関係を育むことはメンタルヘルスや脳の健康を護るのにも役立つ、と指摘した。
健全な人間関係につながる健康なパーソナリティの規準として、オルポートは（1）自己意識の拡大 （2）他人との暖かい人間関係の確立 （3）情緒的安定 （4）現実的知覚、技能および課題 （5）自己客観化、洞察とユーモア （6）人生を統一する人生哲学、　を挙げた。（#人間関係と健康なパーソナリティの節で解説）

## 問題としての人間関係。変化しない面と変化した面
人間関係は、大抵の人にとって悩みのタネであり何らかの「問題」である。現代人はしばしば、自分と他の人間との関係の調整に神経をすり減らしており、各人それぞれ体験的に人間関係のめんどくささを知っている。近年、人がかかえる悩みの内容についてのアンケート調査が行われることがしばしばあるが、「人間関係」はほとんどの場合その最上位に位置する。つまり一般論として言えば人間関係は人にとって最大の悩みとも言える状態なのである。
人間関係の問題がいつから存在していたのか？これについては、恐らく人類社会の歴史と同じほどに長い歴史を持っていると考えられている。そして、人間関係の問題にはあまり進歩がない。例えば水が無いといったような問題ならば井戸を掘るとか貯水池を作るなどといったことで、ある世代において解決し、次の世代はあらためて直面することは少なくなる。ところが人間関係という問題では、問題解決の積み重ねが効かず、古代の人々と現代人はほとんど類似した事態の中に生きているという。昔から、人間関係には憎しみ、ねたみ、そねみ、疑心暗鬼、へつらいなどが見られるのであり、そういった点で人間関係というのは古代から変化していないと言えるのである。人間関係とはいわば「永遠の問題」なのである。また、いつの時代にも人間は、人間関係については同じような知恵しかもっていないともされる。例えば、古代ギリシャ社会に生き、人間関係をシニカルに眺め、その愚かしさを風刺文学風に書いたテオフラストスの文章（『人さまざま』）が現在まで伝わっているが、そこに描かれている人間関係の観察・描写（有力者へのへつらい、お世辞　等々）はそのまま現代における人間関係のカリカチュア（風刺）として100%通用してしまう。また、権力を持ちたがっている人間が政略結婚によってある種の人間関係を作ってしまう、などというのは藤原道長の時代から現代にいたるまで連綿と続いている方法であり変化が無く進歩が無い。
もっとも、時代とともに変化している面もある。
農業社会の農村では、とり結ばれる人間関係は必然的であり宿命的であった。そこに生まれてそこで育ちそこに住むということは、言わば「生まれる前から用意されていた人間関係に自動的に組み込まれる」ということである。基本的にそこからのがれることはできない。
しかし、現代の都市部で暮らす人々の大部分はそういう必然性を背負っていない。ある年齢に達したら親から離れて都会に出る。血縁自体は切れないが、物理的には離れる。年に1度か2度、盆や正月に故郷に帰ることはあっても、普段はおおむね離れている。農村では住んでいるところが作業の場であったので、地縁は仕事の面でも必然的な人間関係を結んだ。都市部での地縁はというと、居住地と職場は無関係である。そのことは、大都市の中心部での夜間人口と昼間人口の驚くべき相違となって現れている。
ドイツの社会学者テニエス（テンニース）は、血縁・地縁を中心にした社会から社縁を中心にした社会への歴史的な移行をゲマインシャフト（共同社会）からゲゼルシャフト（利益社会）へ、という二分法で論じた。これはアメリカの社会学者クーリーが「一次的集団」と「二次的手段」とに分けて論じたこととも重なっている。人類学者の米山俊直は、血縁・地縁によらない人為的な組織での人間関係の原理を結社縁、略して「社縁」と名づけた。そして、テニエスやクーリーが論じた20世紀の始めのころよりも、現在は事態ははるかに進展している。
現代人の多くは、ある種の必然性をもってのしかかってくる地縁・血縁原理による人間関係を意識的に避けて、「他人」との関係に力点をかける。例えば、係累のない人間のほうを結婚相手として選ぶ傾向が増えたことなども挙げられる。また、日本で第二次世界大戦後に行われた家族観の変化も、親子という血縁関係から、夫婦という「社縁」への力点のうつしかえであった、と見なすことも可能である。
必然から逃れること、つまり自由になることは素晴らしい、と現代人は素朴に思う。だが同時に、自由であることにいささか当惑している。誰とどのように人間関係を結んでもいいとされても、かえってどうしていいのかわからなくなる。どうしたら人間関係が組めるのか分からない。また、都市生活はにぎやかで活気があっていいなどと言いもするが、また他方で、都市に孤独を感じている。例えば一人で大都市の交差点の一隅に数分（あるいは数十分間）も立っていても、めったなことでは知人には逢わない。眼前を流れゆく群集を凝視し、おびただしい数の人間が皆、自分と関係の無い「他人」だと心でかみしめたりすると、淋しさを感じることになる。ネオンのまたたきや自動車の音などが、かえって淋しさをかきたてる効果しかもっていないことに現代人は気づいている。
地縁・血縁的な原理を喪失してしまった人でも、その喪失を解決する方法が無いわけではない。それは、他人をあたかも血縁であるかのように取り扱い、血縁関係になぞらえた社縁を構築する方法である。例えば「親分・子分」の関係がそれである。しかるべきひとを「親分」にして忠誠をつくし「可愛いがられ」て「身内同様」につきあってもらう。そんな方法をとれば人生はそれなりに安定して幸福になる可能性もあるのかも知れない。また「大家と言えば親も同然、店子（たなこ）と言えば子も同然」として、不動産の貸借関係に血縁的な擬制が用いられることもある。このような、社縁関係に血縁の原理を応用するという方法は簡便で便利な方法である。
このような簡便な方法でも「どうにも抜差しのならぬ面倒なこと」になる可能性があり、めんどうなことにならずに知らない人間同士が自由にまじわってゆく方法はないのかなどと問いかけが行われることもある。

## コミュニケーションと人間関係
イヌやネコも、それなりにコミュニケーションを行い、互いの関係を築いてはいるが、人間のようにこまやかな関係をつくることはできない。「刎頚の交わり」という言葉があるが、これは首を切られても悔いが無いような親しい友人関係のことである。このような言葉があるほどに人間は親密になることも可能である。なぜこのようなことが可能なのか？
それは、人間が「ことば」を使えるからであり、お互いに「わかる」ことができ、共感（empathy）を持つこと、共感することができるからである。
ひとりの人間の内部に発生している状態ときわめてよく似た状態がもうひとりの人間の内部に生ずる過程、それが共感である。例えば、誰かが「痛い」と言う。その「痛い」という言葉を聞いた時、聞いた人の内部ではひとつの過程が発生する。「痛い」という言葉によって表現されたからだの状態に似た状態を、聞き手はみずからの体験に即して想像する。聞き手はべつだんその部分に痛みを感じるわけではないが、「痛い」という言葉によって表現しようとしている身体の状態がどのような性質であるかを知っているのである。また、共感はしばしば生理的な次元でも起こる。例えば、母親と子供といったこまやかな関係においては痛みはただ想像上経験されるだけでなく、実際の生理的な痛みとして体験されることもある。子供が「痛い」と言うたびに母親もその箇所が実際に痛くなったりするのである。共感は「同一化」(Identification）と表現されるプロセスと重なりあっている部分も多く、例えば人は映画を見ている時などでは登場人物が危機的な場面に陥るとハラハラしたりあるいは胸がドキドキしたり（つまり実際に心拍数が上がったり）手に汗をにぎったりする。人間は映画のなかの登場人物に自分自身を置き換えると言える。人間は「相手の身になる」能力を持っているのである。
ところで、ことばを用いた共感についてであるが、これは日常的に行われている平凡なことであるが、よくよく考察すると奇妙なものなのである。例えば、小説を読んでいるときの人間の心のうごきを分析してみると、前述のごとく、読者は作品のなかの登場人物の「身になって」物語を追う。これは平凡な現象である。だがしかし、よくよく分析すると、この物語とは何かというと、紙の上に点々と黒くしみついているインクのシミのあつまりにすぎぬ。人間はそれを文字という名で呼ぶが、物質的に言えば（実在という観点からは）、ただの紙とインクを見つめているだけなのである。例えば、仮に文字を知らない地球外生命でもいて人間のやっていることを見たら、人間を珍奇な生物と思う可能性はある。なにしろ、紙の上のインクのシミを見てニヤニヤと笑ったりシクシクと泣いたりしているのだから。つまり人間というのは、実在的世界の速記法としての記号の世界を泳ぐ能力を持っているのである。
人間は記号によってうごき、人間と人間は記号を用いて互いに共感しあうことができる。この共感の過程がコミュニケーションだと言えよう。
共感がつみかさねられてゆけばゆくほど、人間関係は深くなってゆく。人間関係はコミュニケーションの累積だと言ってさしつかえないのであり、お互いに記号を交換しあうことなしに成立する人間関係というのは、ほとんど想定できない。何度も往復する手紙・メール、繰り返されるデート、おしゃべり、会議など、友人関係・恋愛関係であれ、師弟関係であれ、取引関係であれ、およそ人間関係というのは記号、言葉の交換を通じて成立しており、「ことばをかける」ということは人間関係の基本的な条件である。

### 非言語コミュニケーション（NVC）
人間はコミュニケーションを行う時、言葉を使い互いの感情や意思を伝えあってもいるが、「目は口ほどにものをいう」といった諺にも示されているように、言葉よりも顔の表情・視線・身振りなどが より重要な役割をになっていることがある。
日常的に人間は複数の非言語的手がかりを使いメッセージを伝達しあっている。これを非言語的コミュニケーション（nonverbal communication: NVC）という。この非言語的なコミュニケーションは、意識して用いていることもあれば、無意識的に用いていることもある。
顔の表情、顔色、視線、身振り、手振り、体の姿勢、相手との物理的な距離の置き方などによって、人間は非言語的コミュニケーションを行っている。

### コミュニケーションの難しさ
人間はいくらことばをたくさん使っても、理解しあうことが難しい。対話は「人間の内部」で起きているからである。
ひとりの人間の内部には"もうひとりの自分"がいる。それは別の表現でいえば、"とりこまれた他人"ということでもある。ふたりの人間のあいだで進行しているようにみえるコミュニケーションは、実は、ひとりの人間の内部でのコミュニケーションでもある。ある学者は、この人間内部のコミュニケーションを「個体内コミュニケーション Intrapersonal communication」と呼んで、「対人的コミュニケーション Interpersonal communication」と区別した。
個体内コミュニケーションがうまくいっていない例をひとつ挙げると、世間で「ワンマン的」と言われる社会関係つまり社会学者が言うところの「権威主義」的な社会では、独裁者（ワンマン）は "もうひとりの自分"を持っておらず、いわゆる「わからず屋」であり、理解能力のない人と（陰でこっそり）呼ばれる存在である。多数の人は "もうひとりの自分" におしひしがれてしまっている。独裁者（ワンマン）のほうにはなんらかの自己満足があるのに対して、内心で「ハイハイ分かりました」などと言っている側の人々（つまり独裁者に忖度している側の人々）には何の喜びもない。

### 共通項を探す
まったく見知らぬ人間同士がいわゆる「初対面の気づまり」を乗り越えて打ちとけてゆくプロセスでは、お互いの共通項をさがし出そうとする努力が見られる。
現代では、人間の人生経験はひどく多様である。家庭環境が違い、学校が違い、職業が違う。職業などは、かつて職業の分化が比較的単純な時代ではたいていの職業は常識的に理解できた。「大工です」と聞けば家をつくる人だと見当がついた。しかし現代では、名刺の肩書きを読んでも、ん？この人は何をしているのだろう？ など考えることが頻繁に起きるくらいに、その分野の人間でないとまったくわかりかねる職業が多数出現している。総理府の職業分類表には1960年代ですでに数千の職業が登場していた。（その後もさらに増加し続けている。）
このようにして人間は、互いの接点がどこにあるのかさっぱり見当がつかなくなり、戸惑う状況になった。そのどうしていいかわからない状態が、いわゆる「社交」術を発展させた。ひとつの古典とも見なされるデール・カーネギーの著書『人を動かす』には「相手の趣味や嗜好を知れ」という項がある。ひとと会うときには、あらかじめ相手が関心を持ちそうな話題をさがしておき、その話題をきっかけに人間関係をつくれ、というものである。カーネギーの本のあとを継ぐように、多くの社交術の本がアメリカでもヨーロッパでも日本でも出版された。
現代の都市中産階級や日本のサラリーマン社会などでは「話題のゆたかさ」にあこがれる人が多い（多かった）。この「話題がゆたか」ということはどういうことかと言うと、それは、たいていのことを共通の話題にする能力をもっている、ということである。相手が釣りの趣味を持っていると判れば釣りを共通項にし、サッカーなら即サッカーで話をあわせ、映画、絵画、演劇なら... と何にでも話を合わせられること。それは「家族」が血縁から社縁へと大きく転換したことを明確に示してくれている。「常識」に関する試験が行われることがあるが、今日「常識」とは他人との普遍的共通項ということなのかも知れず、「常識が豊か」ということは、とりもなおさず、様々な種類の他人とわかちあうことのできる共通項を豊富に用意している人、誰とでもなめらかにつきあってゆける人物、ということになる。そして、「ひとつのことに偏執的（モノマニアック）に集中して、ほかのことには興味を示さないような人は、現代では、一般に毛嫌いされるような傾向が現れるようになった」と1960年代には指摘される状態になっていた。

### 共通項を作る
共通の話題を「さがす」立場のほかに、共通の新しい経験を「つくる」という立場も考えられる。
ひとつの目的にむかって、ふたり以上の人間が協同作業をする場合のことである。どんな目的であれ、とにかくひとりではできないことを、何人かで知恵を出し合いやれば、そこではその作業とその成果が、そのまま新しい共通項になる。
川喜田二郎は『パーティ学』において、そのような種類の共同作業のなかで共通経験を「つくる」ための方法論、社会工学を提示した。川喜田は言う。
「わずか数日のチームワークであろうと、ふつうのおつきあいの数年以上の心のふれあいが生じたこともあります。かような体験をした人は、いたずらに長年月のおつきあいのみがチームワークに必要な人の和を作るものではないことを知るでしょう」

## コミュニティ作り
現代では、都会のマンションでは同じ階の人たちでさえ互いに顔も名前も知らない、と言われるほどに、地域社会の空洞化が進んだ。このような状況のなかで、コミュニティづくりが叫ばれ、さまざまな形で運動が展開されるようになっている。
コミュニティの概念は、人間関係の心理学で注目されているが、その理由は、住民同士のインフォーマルな関係（仲間）が、心の健康の増進に大きな意義も持つことが知られるようになってきたからである。
（1）日常生活の緊張をときほぐす「息抜き」、（2）心情的な共感による「励まし」、（3）適切な行動基準の提示、（4）適度な距離を持った「ヨコの関係」、これらの点で、コミュニティは精神衛生のうえで、援助的な機能を持つと安藤は指摘した。

## 人間関係の病理

### 家庭
夫婦関係や親子関係で様々なひずみが起きる場合があり、夫婦関係・親子関係のひずみは離婚や家庭内暴力につながることがある。
また、主として若い女性では、極度の体重減少や無月経などの症状が出る「思春期やせ症」を起こす場合がある。これについては諸説ある。清水によると、思春期やせ症の背景には第2次性徴の目立つ身体になりたくないという成熟拒否（女性性拒否）の心理が働いていて、月経停止が必発症状だという。下坂によると、そのような女性には家庭内で母親に対して反抗と依存のアンビバレントな態度・関係が見られるという。

### 学校
校内暴力、いじめ、登校拒否などが社会問題として取り上げられるようになって久しい。学校での問題行動については、その量的増減を云々することよりも、問題行動を生み出す背景や発生のメカニズムの質的変化に焦点をあてる必要があるという。
鶴元春によると、学校の病理的問題を要約するとおおよそ次のようになるという。
- 1.知的教育への偏重。詰め込み作業。全人格の発達をうながす教育が行われにくいこと。
- 2.進学中心の教育体制。就職希望者には場違いな感を与えること。偏差値による序列化。
- 3.過度の受験競争により、ライバル意識のみが育ち、友情や連帯感が育たない。教師と生徒の間には、評価する者と評価される者の関係のみが強調され、温かい血のかよった関係が育ちにくい。
- 4. 教師の威信が低下。教師と生徒の関係が希薄化し、学校の管理体制が強化され、多くの禁止事項が押し付けられている。

### 対人恐怖症
人生は青年期になると進学・就職などの局面を迎えることになり、新たな対人関係が待ち受けることになる。この時期の人に対人恐怖症がしばしば発生する。
対人恐怖症についての理解のしかたはいくつかある。対人恐怖症は「対人場面で不当に強い不安や緊張を生じ、その結果人からいやがられたり、変に思われることを恐れて、対人関係を避けようとする神経症である」ともされる。
対人恐怖症には、赤面恐怖、視線恐怖、表情恐怖、発汗恐怖など様々な種類がある。赤面恐怖とは、人前で赤面するのではないかと恐れる症状であり、視線恐怖とは、他人の視線を恐れる症状である。
対人恐怖症の中でも、妄想的確信を抱く恐怖症を「重症対人恐怖症」もしくは「思春期妄想症」と呼ぶ人もいる。ただし、このような恐怖症は妄想を伴っているので、対人恐怖症には含めず別のカテゴリーで扱ったほうがよいと考える人もいる。
対人恐怖症の人は、初対面の相手やすっかり打ち解けた相手には不安を感じず、「中途半端に知った人」に出会ったりすると不安をおぼえるという。ただし、最近の対人恐怖は恐怖の対象が顔見知りであるとは限らないという。
対人恐怖症の起きるしくみについて、西園昌久は、恥の心理と関係あるのかそれとも恐れの心理と関係があるのかについて調べている。西園の研究によると、男子の場合は「周囲から圧迫を感じる漠然とした対人恐怖」あるいは「視線恐怖」がほとんどで、他者と対立する自己への不安がみられるという。それに対して女子の場合の対人恐怖は視線恐怖、醜貌恐怖、赤面恐怖と関連しており「他人の目にさらされる自己の身体像」へのこだわりがあるという。
鍋田恭孝の分析では、自意識過剰を「私的自己意識」と「公的自己意識」という用語によって分けている。私的自己意識とは、内面、感情、気分などの他人から直接観察されない自己側面に注意を向けることである。公的自己意識とは、服装、容姿、言動など、他人に観察される側面にこだわることである。対人過敏性が正常範囲内であれば、周りからの評価や視線への（過剰な）気づかいは、公的自己意識が高まることによって生まれ、年齢が高まるとともに消失してゆく。それに対して、対人恐怖症患者の場合は、自己評価のほうを低めて自己嫌悪感を抱いているにもかかわらず、こうあるべきだという高い自我理想を無理に示そうとして公的自我意識を強めることで、それらの乖離に悩んでいるのだという。

## 人間関係と健康なパーソナリティ
パーソナリティの概念規定は様々ありはするが、人間関係にかかわり、実際的に活用できるそれとしては「パーソナリティとは、人間に特徴的な行動と考えとを決定する精神身体的体系の力動的組織」とするオルポートの定義であろう。そしてさらに「性格、気質、興味、態度、価値観などを含む、個人の統合体である」としておくとよい。
マズローは、自己実現の原動力となる欲求として＜生理的欲求・安全欲求・所属および愛情欲求・尊重欲求・自己実現欲求＞を挙げた上で、左側の下位の欲求から上位の欲求へと満たしてゆき、最終的に高次の動機（メタモティベーション）に達するとした。つまり、下位の欲求から充足され最終的に最も高次の欲求に至る人が、より健康的なパーソナリティの人だ、としているわけである。
ゴードン・オールポートは健康なパーソナリティの規準として、次の6つを挙げた。
- 1)　 自己意識の拡大。自己自身だけに集中的に向けられていた関心が、家族・異性・趣味・政治・宗教・仕事へと広がり、これにどれだけ積極的に参加し、自己をどれだけ拡大してゆくか。いわば、他人の幸福を自分の幸福と同一視できるほど重要視し、拡大視できるか。
- 2）　他人との暖かい人間関係の確立。家族や友人に対して、どれほど深い愛情を伴う親密さと、全ての人の人間的状態に敬意を払い理解するという、共感性を持つことができるか。
- 3）　情緒的安定。欲求不満の状況でもそれを受容するとともに、これをどれほど適切冷静に処理し、安定した精神状態を保つことができるか。
- 4）　現実的知覚、技能および課題。歪曲されない正確な現実認識と、真実性への認知の構えをどれほどもっているか。基本的知的能力だけでは不十分で、むしろ高い知的能力をもちながら、情緒的均衡を欠くために、健康なパーソナリティとなれない人も多数存在する。
- 5）　自己客観化、洞察とユーモア。自分自身とは何か、自分自身が持っているものは何か、他人は自分が何を持っていると思っているのか、といったことを客観的に知り、洞察しているか。この洞察とユーモア感覚は強く関連している[42]。
- 6）　人生を統一する人生哲学。人生をいかに生きてゆくか、という目標への指向性をどれほど明確にもっているか。そして、人生に統一を与えてくれる哲学、すなわち価値への指向をどれだけもっているか。[43]